# Nordöstlicher Unterharz
Nordöstlicher Unterharz este o arie protejată (arie de protecție specială avifaunistică — SPA) din Germania întinsă pe o suprafață de 16.988 ha, integral pe uscat.

## Localizare
Centrul sitului Nordöstlicher Unterharz este situat la coordonatele 51°42′00″N 11°04′26″E / 51.7°N 11.0739°E.

## Înființare
Situl Nordöstlicher Unterharz a fost declarat arie de protecție specială avifaunistică în octombrie 2000 pentru a proteja 22 de specii de animale.

## Biodiversitate
Situată în ecoregiunea continentală, aria protejată nu include niciun habitat protejat.
La baza desemnării sitului se află mai multe specii protejate de  păsări (22): minunița (Aegolius funereus), pescăruș albastru (Alcedo atthis), lăstunul mare (Apus apus), buha (Bubo bubo), barză neagră (Ciconia nigra), mierla de apă (Cinclus cinclus), porumbel de scorbură (Columba oenas), ciocănitoarea de stejar (Dendrocopos medius), ciocănitoare neagră (Dryocopus martius), Falco peregrinus peregrinus, șoimul rândunelelor (Falco subbuteo), muscar (Ficedula parva), ciuvică (Glaucidium passerinum), capîntortură (Jynx torquilla), sfrâncioc roșiatic (Lanius collurio), sfrâncioc mare (Lanius excubitor excubitor), gaia roșie (Milvus milvus), codobatură de munte (Motacilla cinerea), alunar (Nucifraga caryocatactes), viespar (Pernis apivorus), ciocănitoare verzuie (Picus canus), sitar de pădure (Scolopax rusticola).